# Nivaldo Lourenço da Silva
Nivaldo Lourenço da Silva (nacido el 28 de septiembre de 1975) es un exfutbolista brasileño que se desempeñaba como centrocampista.
Jugó para clubes como el Paraná, Malutrom, Montedio Yamagata, Aparecidense, Sampaio Corrêa, Atlético Goianiense y Shonan Bellmare.

## Trayectoria

### Clubes
| Club                | País   | Año         |
| ------------------- | ------ | ----------- |
| Paraná              | Brasil | 1995 - 1996 |
| Malutrom            | Brasil | 1997 - 2002 |
| Montedio Yamagata   | Japón  | 2003        |
| Aparecidense        | Brasil | 2004        |
| Sampaio Corrêa      | Brasil | 2005        |
| Atlético Goianiense | Brasil | 2005        |
| Shonan Bellmare     | Japón  | 2006        |